# Yungngora
Yungngora – miasto w Australii, w stanie Australia Zachodnia.